# Теодорит Кирски
Теодорит Кирски (грч. Θεοδώρητος ὁ Κύρρου; Антиохија, око 393 — Кир, око 458) био је епископ града Кира, теолог, један од најистакнутијих апологета диофизитске христологије. Представник Антиохијске теолошке школе.

Као епископ сиријског града Кира (423—457) узео је учешћа у теолошким расправама везаним за сукобе око несторијанства и монофизитизма. Саставио је на грчком језику Историју цркве у пет књига у којој је, настављајући Евсевија Цезарејског, обрадио период од 324. до 429. године. Теодеретова намера била је да демонстрира своју приврженост православљу и прикаже прилике из угла антиохијске теолошке школе насупрот цариградској перспективи присутној у делима његових савременика Сократа Схоластика и Созомена.
Лажно оптужен за несторијанство осуђен је и свргнут на сабору у Ефесу (449), а ослобођен и враћен на епископски трон на Четвртом васељенском сабору (451). 

## Биографија
Детаљи о животу Теодорита Кирског сачувани су у књизи под именом Богољубива историја. Његови родитељи су били богати толико да су имали робове. Они, као и он, Теодорит Кирски, течно су говорили сиријски и арамејски језик, иако је своје радове Теодорит Кирски касније писао на грчком. Његови отац и мајка живели у браку 13 година без деце. Према сведочењу самог Теодорита, његова мајка је излечила неплодност молитвама Македонија Критофага. Трудноћа је била тешка, абортус је избегнут само због молитве Македоније Критофага. Порођај је било изузетно тежак, Преживео је само, како сам каже, због молитава светог Петра Галатијског. Био је једино дете у породици. Одгајала је је његова бака, мајка његове мајке.
Теодорит Кирски је рођен у Антиохији, где је добио одлично образовање. Након школовања убрзо одлази у манастир Светог Евпрепија где је био чтец. 
423. године Теодорит је наследио Исидора Кирског на месту епископа Кира. На овом положају, Теодорит Кирски стекао је велику славу као теолог, пастор и књижевник. 
Основна брига епископ Кира, поред богослужења, било је преобраћање јеретика, којих је било веома много у Сирији. Његову епархију захватио је сукоб између учења Несторија Цариградског и Кирила Александријског. У овој борби, пуној преокрета и узбудљивих драматичним момената, решавало се главно теолошко питање које је поделило цркву у 5. веку, а то је био однос божанске и људске природе у Христу.
Написао је више теолошких списа од којих је најпознатији сачувани Лечење незнабожачких болести (Терапеутика), где се пореде пагански и хришћански одговори на главна питања античке филозофије. 
Како је на њега утицала историјска метода Антиохијаца из 4. века — Јована Златоустог и Теодора Мопсуестијског, Теодорит се није слагао са алегоријском интерпретацијом у александријској теологији, која је наглашавала божанско-мистички елемент у Христу и дефинисала га искључиво као бога (монофизитизам). Усвојивши с већом прецизношћу аналитички приступ свога колеге Несторије, Теодорит је у својим главним делима — О отеловљењу (431) и Просјак (Еранистес, 446) — објаснио Христову интегралну људску свест са јасним психолошким профилом. Како би ово становиште ускладио са традиционалном ортодоксијом најранијих црквених писаца, он је увео разлику између концепта природе (тј. начела деловања које је у Христовом случају двоструко, божанско и људско) и концепта особе (тј. Начела Христа као појединца). Теодорит је неколико пута одговорио на оптужбе да исповеда Несторијанска јерес, и то помирљивим изјавама у којима је прихватао термин "Богородица" за Девицу Марију и порицао да његово учење "дели Сина на два Сина".
Александринци, који су настојали потиснути антиохијске учење, организовали су један црквени сабор и испунили га својим присталицама. На том сабору — који је познат као Разбојнички и био одржан у 449. године у Ефесу — Теодорит је проглашен за јеретика и послат у прогонство. Ослободио га је источноримски цар Маркијан, након жалбе у којој је римском папи Лаву Великом изложио своје доктринарне погледе, те је на Халкедонском сабору 451. године био и делимично рехабилитован. На том су сабору епископи признали његово учење под условом да он изрекне осуду (анатему) против Несторија, коју је први изрекао Кирил Александријски 431. године. Међутим, сабор на крају није подржао Кирилове анатеме, што је изгледа био уступак Теодориту. Савршено свестан две крајности у расправи о Христу, Теодорит је увек сматрао да александријски монофизити представљају већу опасност него несторијанци.
Тешко је утврдити Теодоритово тачно место у овој христолошкој расправи јер је он на себе узео посредничку улогу у настојању да се сукобљени теолошки погледи измире и да се избегну крајности. Након што је умро, његове противанатеме бачене на Кирила Александријског биле су одбачене на Петом васељенском сабору 553. године. 
Теодорит је, поред већ поменутих дела, написао и више егзегеза, а значајан је и као црквени историчар (Историја монаштва, Кратка историја јереси).